# Перша теорема Евкліда
У геометрії, перша теорема Евкліда — це теорема, яка стосується прямокутного трикутника і походить, разом із другою теоремою Евкліда, від пропозиції 8 VI книжки Начал Евкліда; її можна сформулювати двома різними способами, залежно від того, яку властивість бажаємо підкреслити:
1. через рівність площ фігур;
2. через відношення відрізків.

## Формулювання через рівність площ фігур
У прямокутному трикутнику квадрат кожного катета має ту ж площу, що й прямокутник, один розмір якого — гіпотенуза, а другий — проєкція самого катета на гіпотенузі.

## Формулювання через відношення відрізків
У прямокутному трикутнику кожний катет є середнім пропорційним гіпотенузи і проєкції цього катета на гіпотенузі.